# Hontianske Nemce
Hontianske Nemce és un poble i municipi d'Eslovàquia. Es troba a la regió de Banská Bystrica. Està situat a l'oest de la regió, sobre les Muntanyes Centrals Eslovaques (Carpats occidentals), a poca distancia al sud del riu Hron —un afluent esquerra del Danubi— i a l'est de la regió de Nitra.

## Història
La primera menció escrita de la vila es remunta al 1246.

## Demografia
| Godina             | 1994 | 2004   | 2014   | 2024   |
| ------------------ | ---- | ------ | ------ | ------ |
| Nombre de persones | 1536 | 1498   | 1514   | 1374   |
| Diferència         |      | −2,47% | +1,06% | −9,24% |

| Godina             | 2023 | 2024   |
| ------------------ | ---- | ------ |
| Nombre de persones | 1378 | 1374   |
| Diferència         |      | −0,29% |